# Клан Дандас

Герб вождів клану Дандас.

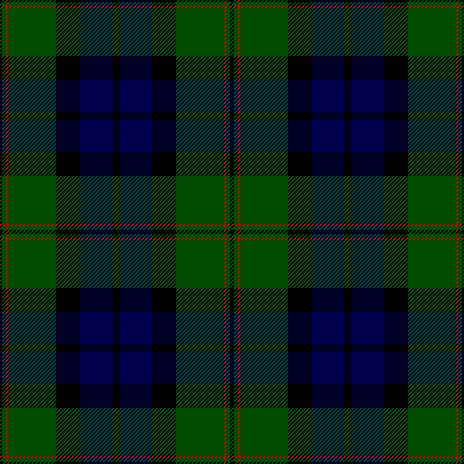
Тартан клану Дандас.

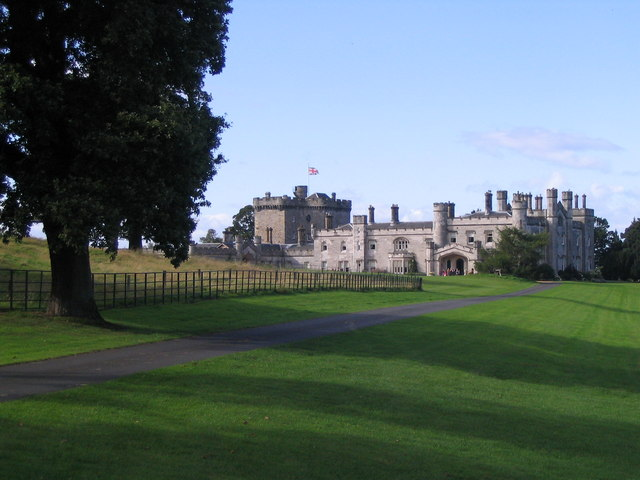
Замок Дандас - резиденція вождів клану Дандас.

Клан Дандас (шотл. - Clan Dundas, гельск. - Clann Dun Deas) - клан Дундас, клан Дун Дес - один з кланів рівнинної частини Шотландії - Лоуленду.
Гасло клану: Essayez - Намагатись (фр.)
Землі клану: Західний Лотіан
Резиденція вождів клану: Замок Дандас, що на південь від Квінсферрі
Вождь клану: Давид Дункан Дандас (шотл. - David Duncan Dundas) - нині живе в Південній Африці та Канаді. 

## Септи клану
- Дандас (шотл. - Dundas)
- Еліас (шотл. - Elias)
- Еллет (шотл. - Ellet)
- Елліас (шотл. - Ellias)

## Гілки клану
- Дандас Дандаські - гілка нинішніх вождів клану
- Дандавс Арністон (шотл. - Dundas Arniston)
- Дандас Зетланд (шотл. - Dundas Zetland)
- Дандас Замку Блер (шотл. - Dundas Blair Castle)
- Дандас Дуддінгстон (шотл. - Dundas Duddingston)
- Дандас Фінгаск (шотл. - Dundas Fingask)

## Історія клану Дандас

### Походження клану Дандас
Назва клану має кельтське (гельске) походження. Назва клану Дун Дес перекладається з гельської як «південна фортеця» або як «хороша фортеця». Предком клану Дандас був Геліас - син Утреда, сина Госпатріка - принца Нортумберленду. Перші згадки про вождів клану Дандас належать до часів правління короля Шотландії Вільгельма І Лева. У той час жив Серл де Дандас. У 1296 році Серл де Дандас та Роберт де Дандас присягають на вірність королю Англії Едварду I Довгоногому і підписують документ «Рагман Роллс». 

### XV - XVI століття
Сер Арчибальд Дандас був фаворитом короля Шотландії Джеймса III і був відправлений ним кілька разів в Англію з важливими державними завданнями. Король мав намір дарувати вождю клану Дандас високий титул, але помер раніше, ніж встиг це зробити. Наступний король Шотландії - Джеймс IV подарував клану Дандас землі, що стали спадковою вотчиною вождів клану і включали крім інших ще й острів Інчгарві -. з правом будувати там замок.
Основними гілками клану Дандас були гілки Дандас Замку Блер, Дандас Арністон, Дандас Даддінгстон, Дандас Фінгаск. 

### XVII століття - громадянська війна на Британських островах
XVIII лерд Дандас - Джордж Дандас був переконаним прихильноком пресвітеріанської церкви і бився під час громадянської війни на стороні ковенанторів - прихильників Національного Пакту. Він був членом комітету суду, на якому судили  Джеймса Грема - І маркіза Монтроз. Дандас отримав під своє командування загони ополчення Лінлітговширу і вів боротьбу проти всіх, хто зазіхав на його територію та рух ковенанторів, в тому числі проти Олівера Кромвеля. 
Дандас Арністон були старшою гілкою клану і вони в той час мали високі правові і політичні посади в Шотландії. Сер Джеймс Дандас - І лерд Арністон був губернатором Бервіку під час правління короля Шотландії Джеймса VI. Його син - сер Джеймс Дандас, лорд Арністон у 1641 році був посвячений у лицарі королем Англії та Шотландії Карлом I. Він також був депутатом шотландського парламенту і представляв Середій Лотіан. Дандас Арністон був лояльним підданим короля, але дуже бурхливо реагував на втручання короля з церковне життя Шотландії. Він особливо гостро протестував проти повторного введення єпископів. Він був одним з перших шотландських вождів, що підписали Національний пакт. Після реставрації монархії у 1660 році Дандас Арністон прийняв пропозицію, щодо місця на лаві Верховного суду Шотландії, незважаючи на те, що він не був професійним юристом. Він отримав титул лорда Арністон в 1662 році. Але його високе становище в Шотландії було короткочасним - він не підписав декларацію 1663 року про те, що і Національний пакт, і Урочиста Ліга були незаконними. І це мало свої наслідки. 

### XVIII століття - повстання якобітів
Вільям Дандас Кінкавел був засновником гілки клану Дандас Замку Блер. Він був прихильником якобітів, підтримав повстання якобітів 1715 року і був кинутий за це за ґрати. 
Сер Девід Дандас народився в Единбурзі в 1735 році і став військовим - пізніше він став головнокомандувачем британської армії в 1809 році.

### XX століття
XXVIII вождь клану Дандас - адмірал сер Чарльз Дандас був ад'ютантом короля Великої Британії Георга V і командував військово-морським транспортом під час Другої світової війни. 
Його син - Адам Дункан Дандас (1903 - 1951) - XXIX вождь клану Дандас у 1924 році отримав посаду командування 71-им фортом полку важкої анти-авіаційної Королівської артилерії в територіальній армії в 1938 році і служив командиром батареї під час Другої світової війни, закінчив війну у званні майора.

## Титули вождів клану Дандас
- Маркіз Зетланд (1892)
- Граф Зетланд (1838)
- Граф Роналдшей (1892)
- Віконт Мелвілл (1802)
- Барон Дандас (1794)
- Барон Дуніра (1802)
- Баронет Дандас (1762)
- Лорд Арністон (1662)

## Видатні люди клану Дандас
Генрі Дандас - І віконт Мелвілл (1742 - 1811) - шотландський юрист і політик, народився в 1742 році в Далкейт. Здобув освіту у Вищій королівській школі Королівського в Единбурзі і в Університеті Единбурга. Ставши членом спілки адвокатів в 1763 році, він незабаром став лідером в шотландській правовій системі. Він став Генеральним прокурором у справах Шотландії в 1766 році; але після його призначення лорд-адвокатом в 1775 році, він відійшов він відійшов від юридичної роботи і зайнявся державними справами. У 1774 році він став депутатом парламенту Великої Британії від Мідллотіану. Він співпрацював з Вільямом Петті - II графом Шелбурна і Вільямом Піттом Молодшим. Потім він увійшов до кабінету міністрів у 1791 році на посаду держсекретаря в Департаменті внутрішніх справ. З 1794 по 1801 рік він був військовим міністром в уряді Пітта та був його великим другом. У 1802 році він отримав звання пера Сполученого Королівства як віконт Мелвілл і барон Дуніра. У 1804 році він знову увійшов до кабінету міністрів уряду Пітта як перший лорд Адміралтейства. Але виникли підозри щодо фінансових справ Адміралтейства в якому Дандас був скарбником у 1782 - 1802 роках і була призначена комісія з розслідування, яка здійснила звіт в 1805 році і результатом цього звіту був імпічмент Генрі Дандаса в 1806 році за ініціативою Самуїла Вайтбреда. Генрі Дадаса звинуватили у привласненні державних коштів, хоча суд закінчився виправданням, він ніколи більше не займав державних посад. Ще одна причина для його відставки - смерть Пітта в 1806 році. Йому було запропоновано графство в 1809 році, але він відмовився. Йому було споруджено пам’ятник за зразком колони Траяна в Римі - стоїть у центрі площі Святого Андрія в Единбурзі. Поставлений "за рахунок добровільних внесків офіцерів, унтер-офіцерів, моряків і морських піхотинців Об’єднаного Королівства» - зроблений в 1821 році Вільямом Бурном. Статуя Генрі Дандаса була поставлена на вершині колони в 1828 році.